# Keya Paha County
Keya Paha County är ett administrativt område i delstaten Nebraska, USA, med 824 invånare. Den administrativa huvudorten (county seat) är Springview. 

## Geografi
Enligt United States Census Bureau har countyt en total area på 2 005 km². 2 002 km² av den arean är land och 3 km² är vatten. 

### Angränsande countyn
- Tripp County, South Dakota - nord
- Gregory County, South Dakota - nordost
- Boyd County - öst
- Holt County - sydost
- Rock County - syd
- Brown County - syd
- Cherry County - väst
- Todd County, South Dakota - nordväst